# Witalij Konstantinow
Witalij Wiktorowicz Konstantinow (ros. Виталий Викторович Константинов; ur. 28 marca 1949 w Tatarskim Kałmajurze) – radziecki zapaśnik walczący w stylu klasycznym. Dwukrotny olimpijczyk. Złoty medalista z Montrealu 1976 i odpadł w eliminacjach w Monachium 1972. Startował w wadze do 52 kg.
Mistrz świata w 1975 i czwarty w 1973. Mistrz Europy w 1972.
Mistrz ZSRR w 1976, 1977, 1979, 1980, a trzeci w 1971 i 1978 roku.